# Фильюн, Констанд
Генерал Констанд Фильюн (африк. Constand Viljoen, 28 октября 1933, Стандертон, Восточный Трансвааль — 3 апреля 2020) — бывший генерал южноафриканской армии и консервативный политик. Сумел предотвратить вооружённые выступления африканерских активистов против чернокожих накануне первых выборов после отмены апартеида в 1994 году.

## Военная служба
Фильюн окончил Стандертонскую старшую школу в 1951 году. В 1955 году получил в университете Претории степень бакалавра военных наук. С 1956 года — кадровый офицер армии ЮАР. С 1974 года — генеральный директор оперативного управления при штабе вооружённых сил, позднее — начальник Генерального штаба вооружённых сил ЮАР.
Руководил кампанией в Анголе в 1975—1976 годах.
С 1977 года — командующий армией. Организовал налёт на Кассингу (en:Battle of Cassinga), в ходе которого была уничтожена крупная база СВАПО, однако погибло также много мирных жителей, при этом, невзирая на своё высокое звание, присутствовал на операции лично. С 1980 года главнокомандующий вооружёнными силами.

## Политик

Флаг праворадикальных африканеров, с которыми первоначально сотрудничал, позднее конфликтовал Фильюн

Несмотря на свой консерватизм, Фильюн одним из первых открыто заявил о том, что апартеид изживает себя. В историю вошла его речь на ежегодном съезде влиятельной расистской организации — Братства африканеров — на военной базе «Высоты фуртреккеров» (en:Voortrekkerhoogte), где он сказал о чернокожих в южноафриканской армии: «Если они могут сражаться за ЮАР, они могут и голосовать за ЮАР» (африк. As hulle kan veg vir Suid-Afrika, kan hulle stem vir Suid-Afrika!).
В 1993 году Фильюн вместе с рядом генералов в отставке образовали Народный фронт африканеров (en:Afrikaner Volksfront), организацию-зонтик для праворадикальных групп. Со временем, однако, умеренная позиция Фильюна и его действия по предотвращению праворадикальных выступлений привели к разрыву отношений между ним и лидерами других правых группировок.

### Бопутатстванский переворот
В 1994 году армия под руководством Фильюна изначально пыталась защитить лидера Бопутатстваны Лукаса Мангопе, который противодействовал желанию населения о возвращении бантустана в состав ЮАР и проведении всеобщих внерасовых выборов. Когда в Бопутатствану вошли вооружённые группировки африканеров-радикалов, Фильюн сумел удержать стороны от кровопролития, и в то же время оказал давление на Мангопе, вынудив того покинуть бантустан, где к власти пришло временное правительство местных военных, принявших решение о присоединении к ЮАР.
Немедленно после инцидента Фильюн порвал отношения с Народным фронтом и начал собственную избирательную кампанию, образовав собственный консервативный Фронт свободы.
На решение Фильюна частично повлиял его брат-близнец Абрахам (Браам), давний борец против апартеида.

### После апартеида
На всеобщих выборах в ЮАР в 1994 году Фронт свободы под руководством Фильюна получил 2,2 % голосов и девять мест в Национальной ассамблее. Он стал самой влиятельной из партий, не вошедших в правительство национального единства Нельсона Манделы.
За то, что Фильюн сумел удержать радикальных африканеров от кровопролития, его даже поблагодарил, уходя из политики в 1999 году, его давний оппонент Нельсон Мандела. В ответ Фильюн публично поблагодарил Манделу и даже произнёс несколько фраз на языке коса — родном языке Манделы: «Идите отдыхать с миром. Идите отдыхать в тени дерева у Вашего дома».
В 2001 году Фильюн уступил пост лидера Фронта свободы Питеру Мюльдеру и ушёл из политики, заявив, что устал от работы в парламенте, где доминирует Африканский национальный конгресс.

## После отставки
В 2003 году выяснилось, что бурская праворадикальная группировка «Сила буров» готовила на него покушение за «предательство» африканерских интересов.
В 2008 году Фильюн, которому к тому времени исполнилось 74 года, сумел справиться с двумя грабителями. Те разрезали ему брюки и выхватили кошелёк. В присутствии многочисленных свидетелей, несмотря на разрезанные брюки, Фильюн начал преследовать их и загнал в туалет, где их вскоре задержала полиция.

## Семья
Был женат на Христине Сусанне Хекродт, имеет четырёх сыновей и дочь.
После ухода в отставку занимался фермерством.